# Ogrodnik złotoczuby
Ogrodnik złotoczuby, altannik złotoczuby (Amblyornis flavifrons) – gatunek średniej wielkości ptaka z rodziny altanników (Ptilonorhynchidae). Endemiczny dla pasma górskiego Foja w północnej części Papui. Osiadły. Najmniejszy znany gatunek altannika. Nie wyróżnia się podgatunków.

## Morfologia

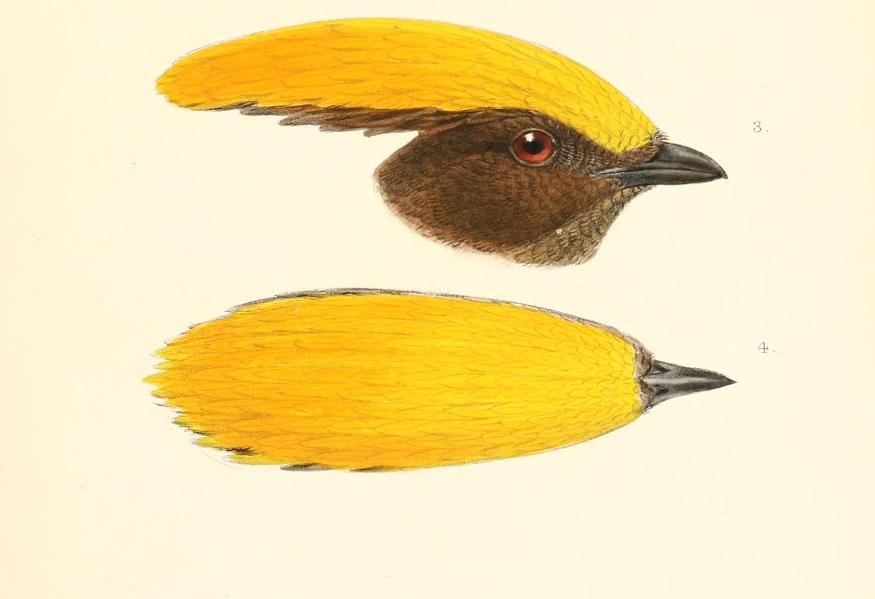
Widok głowy samca z boku oraz z góry

Wygląd zewnętrznyWidoczny dymorfizm płciowy; górna część głowy samca od dzioba jest pokryta intensywnie żółtymi piórami, reszta ciała w różnych odcieniach brązu, oliwkowa barwa zwłaszcza na skrzydłach i ogonie; nogi ciemnoszare; dziób czarny, oczy ciemnobrązowe; samica mniej barwna, pióra płowe.
Rozmiarydługość ciała 24 cm.

## Występowanie
Występuje wyłącznie na Nowej Gwinei, w części wyspy należącej do Indonezji. Zamieszkuje lasy na wysokościach wahających się między 940 a 2000 m n.p.m.

## Zachowanie
Okres godowyBudowana przez samca charakterystyczna altana jest przyozdobiona kolorowymi owocami – niebieskimi, zielonymi lub żółtymi. Zaobserwowano też, jak samiec trzyma w dziobie niebieski owoc podczas zalotów.
GłosSamiec przebywający przy wybudowanej przez siebie altanie wydaje głośne piski i dźwięki przypominające zgrzytanie; słychać powtarzalne, chrapliwe nuty, a także odgłosy zapisywane jako „kuk, kuk, kuk”.
PożywienieAmblyornis flavifrons żywi się przede wszystkim owocami, podobnie jak inni przedstawiciele rodziny altanników. Spożywa również owady.

## Status, zagrożenie i ochrona
Międzynarodowa Unia Ochrony Przyrody (IUCN) uznaje ogrodnika złotoczubego za gatunek najmniejszej troski (LC – least concern). Wielkość populacji jest szacowana na 2500–9999 osobników, z czego dojrzałe ptaki mają liczebność w przybliżeniu od 1500 do 7000. Trend rozwoju populacji określa się jako stabilny ze względu na brak poważnych zagrożeń dla gatunku – obszar jego występowania należy do terenu rezerwatu przyrody, a ponadto jest niezamieszkany przez ludzi.